# Rallye Großbritannien 2008

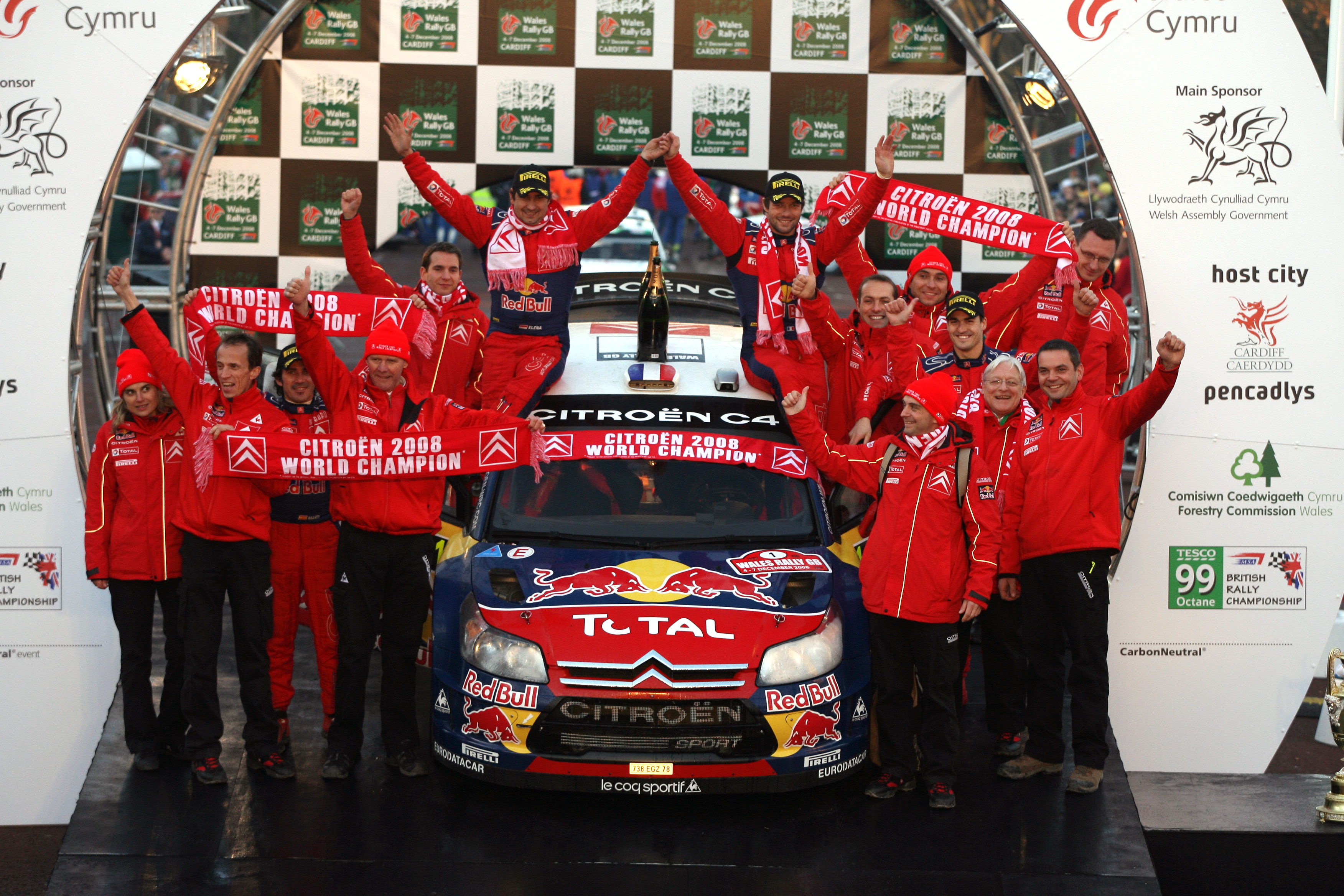
Sébastien Loeb und Daniel Elena gewinnen die Fahrer-WM und Citroën die Teamwertung im Jahr 2008.

Die 64. Rallye Großbritannien (auch Wales Rally GB genannt) war der letzte von 15 FIA-Weltmeisterschaftsläufen 2008. Die Rallye bestand aus 19 Wertungsprüfungen auf Schotterstraßen und wurde zwischen dem 5. und 7. Dezember ausgetragen.

## Klassifikationen

### Endresultat
| Pos    | Fahrer               | Co-Pilot        | Auto                     | Zeit      | Rückstand | Punkte |     |
| WRC    | WRC                  | WRC             | WRC                      | WRC       | WRC       | WRC    | WRC |
| ------ | -------------------- | --------------- | ------------------------ | --------- | --------- | ------ | --- |
| 1      | Sébastien Loeb       | Daniel Elena    | Citroën C4 WRC           | 2:43:09.6 | 00:00.0   | 10     |     |
| 2      | Jari-Matti Latvala   | Miikka Antilla  | Ford Focus RS WRC        | 2:43:22.3 | 00:12.7   | 8      |     |
| 3      | Dani Sordo           | Marc Martí      | Citroën C4 WRC           | 2:44:30.2 | 01:20.6   | 6      |     |
| 4      | Petter Solberg       | Phil Mills      | Subaru Impreza WRC       | 2:45:09.2 | 01:59.6   | 5      |     |
| 5      | Per-Gunnar Andersson | Jonas Andersson | Suzuki SX4 WRC           | 2:47:13.7 | 04:04.1   | 4      |     |
| 6      | François Duval       | Denis Giraudet  | Ford Focus RS WRC        | 2:48:17.4 | 05:07.8   | 3      |     |
| 7      | Toni Gardemeister    | Tomi Tuominen   | Suzuki SX4 WRC           | 2:48:34.6 | 05:25.0   | 2      |     |
| 8      | Mikko Hirvonen       | Jarmo Lehtinen  | Ford Focus RS WRC        | 2:48:48.4 | 05:38.8   | 1      |     |
| PCWRC  |                      |                 |                          |           |           |        |     |
| 1 (11) | Patrik Flodin        | Goran Bergsten  | Subaru Impreza WRX STI   | 2:56:01.3 | 12:51.7   | 10     |     |
| 2 (13) | Andreas Aigner       | Klaus Wicha     | Mitsubishi Lancer Evo IX | 2:57:43.4 | 14:33.8   | 8      |     |
| 3 (14) | Guy Wilks            | Phil Pugh       | Mitsubishi Lancer Evo IX | 2:58:09.0 | 14:59.4   | 6      |     |
| 4 (17) | Jari Ketomaa         | Miika Teiskonen | Subaru Impreza WRX STI   | 3:00:48.2 | 17:38.6   | 5      |     |
| 5 (21) | Jaromir Tarabus      | Daniel Trunkát  | Fiat Grande Punto S2000  | 3:08:18.6 | 25:09.0   | 4      |     |
| 6 (24) | Spyros Pavlides      | Steve Lancaster | Subaru Impreza WRX STI   | 3:21:19.3 | 38:09.7   | 3      |     |
| 7 (27) | Armindo Araújo       | Miguel Ramalho  | Mitsubishi Lancer Evo IX | 3:24:53.9 | 41:44.3   | 2      |     |
| 8 (29) | David Higgins        | Ieuan Thomas    | Subaru Impreza WRX STI   | 3:28:17.8 | 45:08.2   | 1      |     |

### Wertungsprüfungen
| Tag                                  | WP                                   | Name            | Länge    | Start MEZ          | Gewinner           | Co-Pilot          | Auto              | Zeit     | Ø km/h         | Leader             |
| ------------------------------------ | ------------------------------------ | --------------- | -------- | ------------------ | ------------------ | ----------------- | ----------------- | -------- | -------------- | ------------------ |
| Tag 1 (5. Dez.)                      | WP1                                  | Hafren 1        | 3,67 km  | 10:08              | abgesagt           | abgesagt          | abgesagt          | abgesagt | abgesagt       |                    |
| Tag 1 (5. Dez.)                      | WP2                                  | Sweet Lamb 1    | 4,28 km  | 10:44              | Sébastien Ogier    | Julien Ingrassia  | Citroën C4 WRC    | 02:48.6  | 91,4           | Sébastien Ogier    |
| Tag 1 (5. Dez.)                      | WP3                                  | Myherin 1       | 18,28 km | 11:12              | Jari-Matti Latvala | Miikka Antilla    | Ford Focus RS WRC | 10:59.2  | 99,8           | Sébastien Ogier    |
| Tag 1 (5. Dez.)                      | Service Swansea, 12:40 Uhr (15 Min.) |                 |          |                    |                    |                   |                   |          |                | Sébastien Ogier    |
| Tag 1 (5. Dez.)                      | WP4                                  | Hafren 2        | 3,67 km  | 14:45              | abgesagt           | abgesagt          | abgesagt          | abgesagt | abgesagt       | Sébastien Ogier    |
| Tag 1 (5. Dez.)                      | WP5                                  | Sweet Lamb 2    | 4,28 km  | 15:03              | Sébastien Loeb     | Daniel Elena      | Citroën C4 WRC    | 02:50.4  | 90,4           | Sébastien Ogier    |
| Tag 1 (5. Dez.)                      | WP6                                  | Myherin 2       | 18,28 km | 15:31              | Jari-Matti Latvala | Miikka Antilla    | Ford Focus RS WRC | 10:56.5  | 100,2          | Jari-Matti Latvala |
| Tag 1 (5. Dez.)                      | WP7                                  | Walters Arena 1 | 2,29 km  | 18:29              | Jari-Matti Latvala | Miikka Antilla    | Ford Focus RS WRC | 01:44.5  | 78,9           | Jari-Matti Latvala |
| Tag 1 (5. Dez.)                      | WP8                                  | Walters Arena 2 | 2,29 km  | 18:40              | Sébastien Loeb     | Daniel Elena      | Citroën C4 WRC    | 01:45.0  | 78,5           | Jari-Matti Latvala |
| Tag 1 (5. Dez.)                      | Service Swansea, 19:22 Uhr (45 Min.) |                 |          |                    |                    |                   |                   |          |                | Jari-Matti Latvala |
| Tag 2 (6. Dez.)                      |                                      |                 |          |                    |                    |                   |                   |          |                | Jari-Matti Latvala |
| Service Swansea, 08:40 Uhr (15 Min.) |                                      |                 |          |                    |                    |                   |                   |          |                | Jari-Matti Latvala |
| WP9                                  | Resolfen 1                           | 30,68 km        | 09:18    | Dani Sordo         | Marc Martí         | Citroën C4 WRC    | 17:12.5           | 107,0    |                | Jari-Matti Latvala |
| WP10                                 | Halfway 1                            | 18,57 km        | 10:10    | Jari-Matti Latvala | Miikka Antilla     | Ford Focus RS WRC | 11:24.3           | 97,7     |                | Jari-Matti Latvala |
| WP11                                 | Crychan 1                            | 14,86 km        | 11:13    | Dani Sordo         | Marc Martí         | Citroën C4 WRC    | 09:25.1           | 94,7     |                | Jari-Matti Latvala |
| Service Swansea, 13:23 Uhr (30 Min.) |                                      |                 |          |                    |                    |                   |                   |          |                | Jari-Matti Latvala |
| WP12                                 | Resolfen 2                           | 30,68 km        | 14:21    | Mikko Hirvonen     | Jarmo Lehtinen     | Ford Focus RS WRC | 16:19.9           | 112,7    |                | Jari-Matti Latvala |
| WP13                                 | Halfway 2                            | 18,57 km        | 15:50    | Sébastien Loeb     | Daniel Elena       | Citroën C4 WRC    | 11:11.9           | 99,5     |                | Jari-Matti Latvala |
| WP14                                 | Crychan 2                            | 14,86 km        | 16:16    | Jari-Matti Latvala | Miikka Antilla     | Ford Focus RS WRC | 09:00.6           | 99,0     |                | Jari-Matti Latvala |
| WP15                                 | Cardiff                              | 0,99 km         | 19:15    | Sébastien Loeb     | Daniel Elena       | Citroën C4 WRC    | 00:56.5           | 63,1     |                | Jari-Matti Latvala |
| Service Swansea, 20:05 Uhr (45 Min.) |                                      |                 |          |                    |                    |                   |                   |          |                | Jari-Matti Latvala |
| Tag 3 (7. Dez.)                      |                                      |                 |          |                    |                    |                   |                   |          |                | Jari-Matti Latvala |
| Service Swansea, 08:00 Uhr (15 Min.) |                                      |                 |          |                    |                    |                   |                   |          |                | Jari-Matti Latvala |
| WP16                                 | Rheola 1                             | 27,96 km        | 08:55    | Sébastien Loeb     | Daniel Elena       | Citroën C4 WRC    | 16:15.0           | 103,2    |                | Jari-Matti Latvala |
| WP17                                 | Port Talbot 1                        | 20,09 km        | 10:03    | Sébastien Loeb     | Daniel Elena       | Citroën C4 WRC    | 11:17.9           | 106,7    |                | Jari-Matti Latvala |
| Service Swansea, 10:57 Uhr (30 Min.) |                                      |                 |          |                    |                    |                   |                   |          |                | Jari-Matti Latvala |
| WP18                                 | Rheola 2                             | 27,96 km        | 12:10    | Sébastien Loeb     | Daniel Elena       | Citroën C4 WRC    | 16:25.0           | 102,2    |                | Jari-Matti Latvala |
| WP19                                 | Port Talbot 2                        | 20,09 km        | 13:18    | Sébastien Loeb     | Daniel Elena       | Citroën C4 WRC    | 11:12.0           | 107,6    | Sébastien Loeb |                    |
| Service Swansea, 13:57 Uhr (10 Min.) |                                      |                 |          |                    |                    |                   |                   |          | Sébastien Loeb |                    |

Quelle:

### Gewinner Wertungsprüfungen
| WP              | Anzahl | Fahrer             | Auto              |
| --------------- | ------ | ------------------ | ----------------- |
| 5, 8, 13, 15–19 | 8      | Sébastien Loeb     | Citroën C4 WRC    |
| 3, 6, 7, 10, 14 | 5      | Jari-Matti Latvala | Ford Focus RS WRC |
| 9, 11           | 2      | Dani Sordo         | Citroën C4 WRC    |
| 2               | 1      | Sébastien Ogier    | Citroën C4 WRC    |
| 12              | 1      | Mikko Hirvonen     | Ford Focus RS WRC |

### Fahrer-WM nach der Rallye
| Pos. | Fahrer             | Punkte |
| ---- | ------------------ | ------ |
| 1    | Sébastien Loeb     | 122    |
| 2    | Mikko Hirvonen     | 103    |
| 3    | Dani Sordo         | 65     |
| 4    | Jari-Matti Latvala | 58     |
| 5    | Chris Atkinson     | 50     |

### Team-Weltmeisterschaft
| Pos. | Team        | Punkte |
| ---- | ----------- | ------ |
| 1    | Citroën WRT | 191    |
| 2    | Ford WRT    | 173    |
| 3    | Subaru WRT  | 98     |
| 4    | Stobart WRT | 67     |